# Batis diops
Bátis-das-ruwenzori ou bátis-dos-ruvenzóri (Batis diops) é uma espécie de ave da família Platysteiridae.
Pode ser encontrada nos seguintes países: Burundi, República Democrática do Congo, Ruanda e Uganda.
Os seus habitats naturais são: florestas boreais.